# Upstream Color
Upstream Color es una película estadounidense de ciencia ficción de 2013 escrita, dirigida y producida por Shane Carruth, quien también se encarga de la música, la fotografía y el papel protagónico. Este filme, estelarizado además por Amy Seimetz, Andrew Sensenig y Thiago Martins, es la segunda obra cinematográfica de Carruth, creada nueve años después de su debut Primer (2004). Se conoce en español como "Los colores del destino" y en otros lugares como "Color a contracorriente".

## Argumento
Este largometraje se centra en la historia de dos personas, Kris (Amy Seimetz) y Jeff (Shane Carruth), cuyas vidas quedan vinculadas a un parásito, sin ser conscientes de ello, a través de un lazo que afecta el comportamiento y la manera de vivir. Este parásito es un ser con un ciclo de vida de tres fases que empieza en el ser humano, sigue en el cerdo y acaba en la orquídea.
Según el programa del Festival de Cine de Sundance, la trama de este filme es la siguiente:

Kris se ve alejada de su vida cuando un ladrón de poca monta la droga. Pero no se trata de un simple robo, algo más está ocurriendo. Sin saberlo, se ve arrastrada hacia el ciclo de la vida de una presencia que se introduce en el mundo microscópico y pasa por nematodos, plantas y ganado, y así sucesivamente. Por el camino, ella encuentra a otro ser, uno que le resulta familiar y que también ha sido arrastrado por esa poderosa fuerza. Ambos buscan desesperadamente un lugar seguro entre ellos mismos, mientras luchan para conseguir encajar los fragmentos dispersos de sus destrozadas vidas.

En la publicidad del Festival de Cine de Sundance, se anunció que la premisa de este largometraje cuenta la historia de «un hombre y una mujer que se atraen entre sí y se ven entrelazados en el ciclo de la vida de un organismo eterno. La identidad se convierte en una ilusión mientras luchan para conseguir encajar los fragmentos dispersos de sus destrozadas vidas».

## Reparto
- Amy Seimetz como Kris.
- Shane Carruth como Jeff.
- Andrew Sensenig como Probador.
- Thiago Martins como ladrón.
- Frank Mosley como marido.
- Carolyn King como mujer.
- Myles McGee como Monty.
- Kathy Carruth como madre Orquídea.
- Meredith Burke como hermana Orquídea.
- Ted Ferguson como espécimen.
- Lynn Blackburn como Mánager de Recursos Humanos.
- Steve Jiménez como espécimen.
- Cody Pottkotter como espécimen.
- Lindsey Roberts como espécimen.

## Producción
En octubre de 2011, se reveló que Upstream Color sería la segunda obra cinematográfica de Carruth, y se adelantaría a la producción de su película de ciencia ficción A Topiary. El casting de Upstream Color se llevó a cabo en Dallas, Texas, durante la preparación de un rodaje de cuarenta días, que comenzaría a principios de noviembre de 2011 y acabaría a finales de enero de 2012.
Carruth, según un entrevistador, «desempeñó el papel de director, guionista, productor, actor, fotógrafo, montador, compositor, director de casting, diseñador de producción y sonido». El filme se grabó con una cámara común y corriente, una Panasonic modelo Lumix GH2, con lentes Voigtländer y Rokinon.

## Estreno
Upstream Color se estrenó el 21 de enero de 2013 en el Festival de Cine de Sundance que se celebró ese mismo año y también se proyectó el 8 de marzo de 2013 en el South by Southwest, un evento cinematográfico que incluye congresos y conferencias sobre películas y medios de comunicación. En Estados Unidos se estrenó oficialmente el 5 de abril de 2013, distribuida por el mismo Carruth. Carruth explicó que «todo lo relacionado con la decisión de la distribución se trata de contextualizar» la película. En España se estrenó el 28 de marzo de 2014.

## Recepción
Upstream Color ha recibido un gran número de aclamaciones críticas. De hecho, tras su estreno, Keith Kimbell escribió lo siguiente: «la mayoría de críticos no podía dejar de hablar de ella». Mark Olsen, de Los Angeles Times, declaró que «Upstream Color fue un tema muy comentado en Twitter durante un largo tiempo, más que el mismo Festival de Cine de Sundance»." Según el sitio web especializado Rotten Tomatoes, un 86 % de críticos han dedicado una reseña positiva a esta película, datos recogidos sobre la base de 73 reseñas.
Sam Adams, de A.V. Club, otorgó a la cinta una calificación de "A" y escribió que «dejar que esta película pase a través de mí había sido una de las experiencias más trascendentales de mi vida como aficionado al cine». Al comparar ciertas partes del largometraje con El árbol de la vida, de Terrence Malick, Adams afirmó que este filme «es completamente desconcertante y de una belleza impactante, literalmente bastante abrumador».
Olsen de Los Angeles Times la describió así: 

Con esa narración rica en temática y de densas capas, Upstream Color trata en parte de la psicosis mutua que puede ser una pieza esencial del romance, el acuerdo de una locura compartida. Es intensa e hipnóticamente poderosa, además de una película más íntima y conmovedora que Primer. El color se vuelve emocionalmente directo de alguna manera, mientras que narrativamente se vuelve abstracto.

Un crítico que se entusiasmó con la valoración declaró que la película le había parecido «un viaje psicodélico abstracto, confuso, sin historia y desordenado que, por otro lado, cuenta con unas actuaciones y con la dirección de un autor dignas de admirar». The Guardian afirmó que este filme «contiene imágenes microscópicas e impresionantes, cerdos adorables y un alocado trabajo alarmantemente agresivo. Es meticuloso, metódico y educado, además de extremadamente pretencioso».
The Hollywood Reporter declaró que «el estilo de Carruth es un cine de impresiones y técnicas, y no de significados abiertos» e hizo una reseña positiva sobre la obra: «Ver esta película es una experiencia altamente visceral y sensual; las imágenes poseen una claridad cristalina que es exquisita y están dispersas en rápidas ondas rítmicas de una manera que hipnotiza, especialmente durante la primera parte. En el segundo tercio de la película, tras el encuentro de Kris y Jeff, el filme «gira bruscamente y toma el camino del romance, en el que dos personas que han sido genéticamente rediseñadas intentan redefinirse a sí mismas y ver qué tipo de conexión pueden crear con otra persona y lo que ello puede significar. Ambos personajes recuerdan y, a la vez, no recuerdan hechos de su pasado, lo que les lleva a discutir sobre la propiedad de los recuerdos».
El crítico de The Salt Lake Tribune escribió que el «rompecabezas dramático de ciencia ficción, sobre personas que se encuentran conectadas a otras y al ciclo de vida de un parásito, es algo precioso de ver y contemplar». Christopher Kelly, otro crítico de cine, describió el filme como «un puzzle narrativo que incluye (entre otras cosas extrañas) gusanos que se crían para fabricar drogas psicotrópicas; un granjero de cerdos que compone música inspirado por la angustia emocional de otros; y un grupo de personas que han sido secuestradas y a quienes les han robado miles de dólares. Todo esto se desvela de manera que cualquier asociación narrativa es posible, con una serie de escenas que apenas parecen conectar linealmente». También, afirmó que este largometraje «flota maravillosamente de un pasaje a otro y construye un sentido base de ansiedad y melancolía en cada paso misterioso que se da a lo largo del camino».
De manera similar, The Miami Herald lo denominó como «un puzzle que puede ser imposible de resolver» y añadió lo siguiente:

El uso hipnótico de imágenes (texturas y sonidos, de belleza natural radiante y de luz nítida) posee una cualidad lírica y evocadora que recuerda a Terrence Malick… Además, introduce algunos momentos que son tan terroríficos y retorcidos, del estilo de Cronenberg. A pesar de que su título sugiere un sentido de dirección, Upstream Color evita desafiantemente el formato tradicional de narración lineal; avanza en el tiempo pero de manera elíptica e hipnótica. El estilo rítmico de montaje de Carruth te arrastra y te mantiene prisionero dentro de él, incluso cuando no está del todo claro lo que está ocurriendo en la película. Técnicamente, él es meticuloso, pero los resultados son de ensueño.

El crítico de cine de Film School Rejects la calificó con una A y la elogió como «un conjunto de temáticas valientes y de gran ambición» y con la «meta más exquisitamente efectiva».

## Música
La banda sonora de la película está conformada por música compuesta por Carruth. Ha sido descrita como «una banda sonora emocional, sinfónica y conmovedora».

## Premios
En el Festival de Cine de Sundance de 2013, Upstream Color recibió el premio especial del jurado por el diseño del sonido, el cual fue compartido por Carruth, Johnny Marshall y Pete Horner.